# Доровский, Николай Степанович

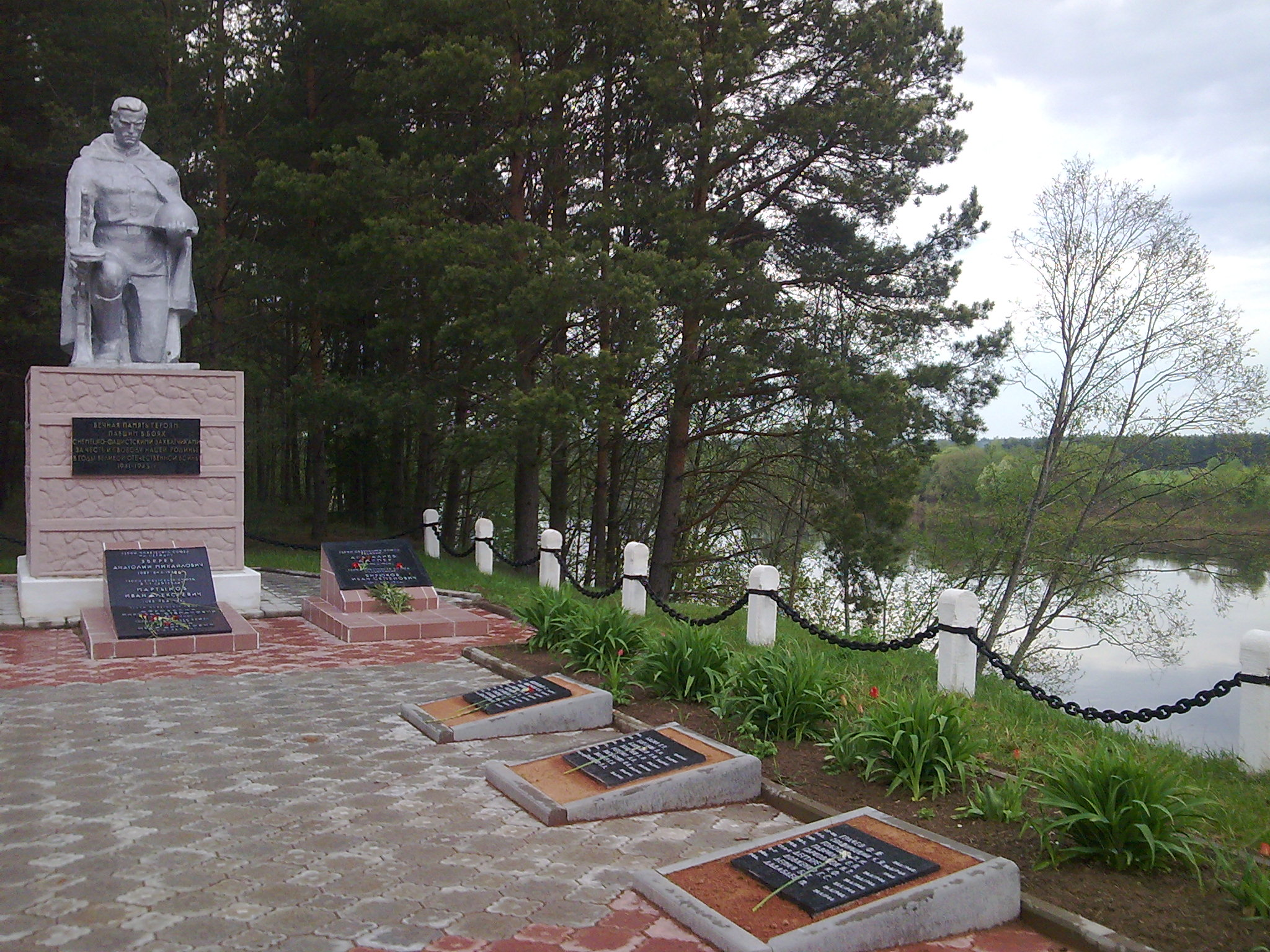
Мемориальный комплекс в Узречье, где похоронен Н. С. Доровский

Николай Степанович Доровский (1924—1944) — лейтенант Рабоче-крестьянской Красной Армии, участник Великой Отечественной войны, Герой Советского Союза (1944).

## Биография
Николай Доровский родился 1 мая 1924 года в деревне Старое Роговое (ныне — Горшеченский район Курской области) в крестьянской семье. Окончил семь классов школы. В сентябре 1942 года Доровский был призван на службу в Рабоче-крестьянскую Красную Армию. В 1943 году он окончил Куйбышевское пехотное училище. С августа 1943 года — на фронтах Великой Отечественной войны. К июню 1944 года гвардии лейтенант Николай Доровский командовал пулемётной ротой 199-го гвардейского стрелкового полка 67-й гвардейской стрелковой дивизии 6-й гвардейской армии 1-го Прибалтийского фронта. Отличился во время освобождения Белорусской ССР.
24 июня 1944 года рота Доровского переправилась через Западную Двину в районе деревни Буй Бешенковичского района Витебской области и захватила плацдарм на его западном берегу. Противник предпринял ряд контратак, но все они были успешно отражены. 25 июня 1944 года Доровский погиб в бою. Похоронен на левом берегу Западной Двины напротив деревни Лабейки (Шумилинский район Витебской области Белоруссии).

## Награды и звания
Указом Президиума Верховного Совета СССР от 22 июля 1944 года гвардии лейтенант Николай Доровский посмертно был удостоен высокого звания Героя Советского Союза. Также был награждён орденами Ленина и Красной Звезды.

## Память
- Похоронен в деревне Узречье Улльского сельсовета Бешенковичского района Витебской области Беларуси.
- Именем Н.С. Доровского названа одна из улиц в Бешенковичах.